# Врабле
Вра́бле (словац. Vráble, венг. Verebély) — винодельческий город в южной Словакии на реке Житава. Население — около 8,7 тыс. человек.

## История
Первое письменное свидетельство о Враблях датируется 1265 годом. В средние века здесь существовала крепость Фидвар.

## Население
| Год:                | 1994 | 2004    | 2014    | 2024    |
| ------------------- | ---- | ------- | ------- | ------- |
| Количество человек: | 9653 | 9470    | 8804    | 8262    |
| Разница:            |      | −1,89 % | −7,03 % | −6,15 % |

## Достопримечательности
- Готический приходской костёл

## Города-побратимы
- Андуйе[англ.], Франция
- Чурго[англ.], Венгрия
- Нова Варош[англ.], Сербия